# Sojusz wojskowy
Sojusz wojskowy (też sojusz zaczepno-odporny, sojusz zaczepno-obronny, koalicja wojskowa, układ wojskowy, przymierze wojskowe, sojusz odporny, sojusz obronny; ang. military alliance) – traktat, w którym strony gwarantują sobie wzajemnie przyjście z pomocą w razie agresji ze strony państwa lub państw trzecich, pierwotnie zmierzający do wspólnego osiągnięcia wyznaczonego celu wojskowego.
Umowa taka może być wymierzona przeciwko niektórym państwom lub grupom państw. Często w tego rodzaju traktacie określane są szczegółowe warunki pomocy zbrojnej.
Termin koalicja wojskowa po raz pierwszy wszedł w życie w 1792 jako sojusz Austrii i Prus przeciwko Francji. Koalicje wojskowe miała miejsce w ostatnich dwóch wojnach światowych (Ententa, alianci zachodni, państwa Osi).
Najbardziej znanym przykładem układu wojskowego, a jednocześnie sojuszu obronnego jest Pakt Północno-Atlantycki, który w przeszłości był oponentem nieistniejącego już Układu Warszawskiego, który skupiał większość państw socjalistycznych Europy, w tym PRL.

## Przykłady historyczne
Dwuprzymierze (1879). Według art. 1 Cesarstwo Niemieckie i Austro-Węgry były zobowiązane do udzielenia nawzajem pomocy całą swą potęgą wojskową w razie ataku Imperium Rosyjskiego na któreś z nich. Wspólnie też zawrzeć miały traktat pokojowy. Art. 2 gwarantował, że gdyby jedna ze stron miała zostać napadniętą przez inne mocarstwo, druga strona zobowiązana była zachowywać wobec napadniętej życzliwą neutralność. W razie otrzymania przez napastnika poparcia od Rosji, w formie aktywnej współpracy lub w drodze poczynienia zagrażających napadniętemu zarządzeń wojskowych, zastosowanie miał art. 1. „Życzliwa neutralność” i „aktywna współpraca” nie zostały bliżej określone, były zapewne odpowiednikiem późniejszego pojęcia państwa niewalczącego.
Trójprzymierze (1882). Art. 2 zobowiązywał Włochy do pomocy Niemcom i oba cesarstwa do takiej samej pomocy Włochom, w obu wypadkach w razie niesprowokowanej agresji ze strony Francji. Art. 3 gdyby przynajmniej jedna ze trzech stron sojuszu, pomimo braku dania bezpośredniego powodu do wojny, została zaatakowana i znalazła się w stanie wojny z przynajmniej dwoma mocarstwami niebędącymi sygnatariuszami sojuszu, obowiązek udzielenia pomocy powstawał jednocześnie dla pozostałych stron sojuszu. Art. 4 w razie zagrożenia bezpieczeństwa którejś ze stron sojuszu przez inne mocarstwo któremu zagrożona strona poczułaby się zmuszoną wydać wojnę, dwie pozostałe strony zobowiązane były zachowywać w stosunku do niej życzliwą neutralność, każda zastrzegała sobie prawo przyłączenia się do wojny po jej stronie.
Sojusz francusko-rosyjski (1892). Art. 1 zobowiązywał każdą ze stron do uderzenia na Niemcy w razie ich ataku na stronę drugą.
Polsko-francuski traktat gwarancyjny (1925) w art. 1 zobowiązywał zgodnie z art. 15 ust. 7 Paktu Ligi Narodów każdą ze stron do bezzwłocznej pomocy i poparcia (fr. immédiatement aide et assistance), gdyby druga z nich została napadnięta bez prowokacji ze swej strony (attaquée sans l'avoir provoque). Podobnie brzmiał zawarty równocześnie gwarancyjny traktat francusko-czechosłowacki.
Polsko-brytyjski układ sojuszniczy (1939). Art. 1: w wypadku nawiązania jednej ze stron działań wojennych (ang. hostilities) z jakimś państwem europejskim w wyniku jego agresji, druga strona udzielić miała natychmiast ofierze napadu wszelkiej pomocy i poparcia w miarę swych możliwości (in its power). Art. 2 rozciągał to zobowiązanie także na inną niż agresja akcję europejskiego państwa, która by pośrednio lub bezpośrednio wyraźnie zagroziła niepodległości (independence) jednej ze stron do tego stopnia, ze jej odparcie uznałaby ta strona za konieczne przy użyciu sił zbrojnych. Dotyczyło to również działań wojennych w stosunku do jednego z państw europejskich na skutek akcji tego ostatniego, zagrażającej niepodległości lub neutralności jednego z trzecich państw europejskich w ten sposób, że stanowiłaby wyraźną groźbę dla bezpieczeństwa którejś strony sojuszu. Art. 6 nakazywał by obie strony powiadamiały się wzajemnie o zamiarach zawarcia z państwem trzecim przymierza przeciw agresji, gwarantując, że umowy te nie mogą ograniczyć obowiązków wynikających z układu, ani umniejszyć praw drugiej z umawiających się stron. Art. 7 zabraniał zawarcia separatystycznego pokoju lub rozejmu. Szczegółową interpretację i wynikające z niej ograniczenia zawierała tajna część układu.

## Sojusze zaczepne
Historycznie dopuszczalne były także sojusze zaczepne traktaty między przynajmniej dwoma państwami, którego celem jest agresja na państwo trzecie. Obecnie, zgodnie z prawem międzynarodowym, taki sojusz jest traktowany jako spisek przeciw pokojowi i bezpieczeństwu międzynarodowemu i zakazane przez prawo międzynarodowe
Trójprzymierze mimo formalnie obronnego charakteru w art. 4 dozwalało podjęcie wojny zaczepnej przez którąś z jego stron. Sojusznicy byli wówczas zobligowani do życzliwej neutralności wobec napastnika, jedynie przystąpienie do wojny po jego stronie zależało od uznania każdego z nich. Pojęcie życzliwej neutralności pozostawiono bez definicji.
Pakt stalowy ustanawiał casus foederis w przypadku, gdy jedna ze stron znajdzie się w komplikacji zbrojnej z innym państwem, bez określenia kto miałby być napastnikiem.
Pakt Ribbentrop-Mołotow wbrew swej nazwie paktu nieagresji miał charakter zaczepny. Widać to w tajnym protokole rozgraniczającym "strefy interesów", lecz i jawna część sformułowana została znacząco. Podczas gdy Traktat berliński (1926) przewidywał w art. 2, że jeśli jedna ze stron, mimo jej pokojowego postępowania, zostanie zaatakowana przez trzecie mocarstwo lub ich grupę, druga strona będzie zachowywać neutralność w czasie trwania konfliktu, pakt z 1939 był mniej konkretny. Art. 2 głosił jeżeli jedna ze stron umawiających się stałaby się przedmiotem akcji wojskowej ze strony trzeciego mocarstwa, druga strona w żadnej formie nie okaże pomocy temu trzeciemu mocarstwu z pominięciem, że nastąpiło by to mimo jej "pokojowego postępowania". Gdy Pakt o nieagresji Polska - ZSRR (1932) w art. 2 b zastrzegał jeżeli jedna z umawiających się stron podejmie napaść na państwo trzecie, to druga strona będzie miała prawo wymówić niniejszy traktat bez uprzedzenia, tu brakło odpowiednika. Wreszcie pakt pomijał zobowiązanie rezygnacji z rozstrzygania sporów w drodze wojny wynikające z Paktu Brianda-Kellogga (którego Niemcy były jednym z państw założycielskich a ZSRR zgłosił do niego akcesję jeszcze przed wejściem w życie) inaczej niż np. Deklaracja polsko-niemiecka o niestosowaniu przemocy z 26 stycznia 1934.
Zawieranie takich sojuszy uchodzi za sprzeczne z prawem międzynarodowym.
Pakt Ligi Narodów art. 10 nakazywał szanować i chronić przed wszelką napaścią z zewnątrz obecną nietykalność terytorialną i niezależność polityczną wszystkich Członków Ligi a w art. 20 unieważniał wszelkie porozumienia sprzeczne z nim i zabraniał zawierania takowych. Art. 17 zobowiązywał do zachowania pokoju także z państwami nie należącymi do Ligi, art. 18 nakazywał rejestrację wszystkich porozumień w Sekretariacie Ligi. Podobnie Karta Narodów Zjednoczonych zakazuje groźby użycia siły lub użycia jej przeciwko integralności terytorialnej lub niezawisłości politycznej któregokolwiek państwa bądź w jakikolwiek inny sposób niezgodny z celami Organizacji Narodów Zjednoczonych (art. 2.4) dopuszczając prawo do samoobrony (art. 51).